# Brierley Hill
Brierley Hill is een plaats in het bestuurlijke gebied Dudley, in het Engelse graafschap West Midlands. In 2001 telde de plaats 9631 inwoners.

## Foto's

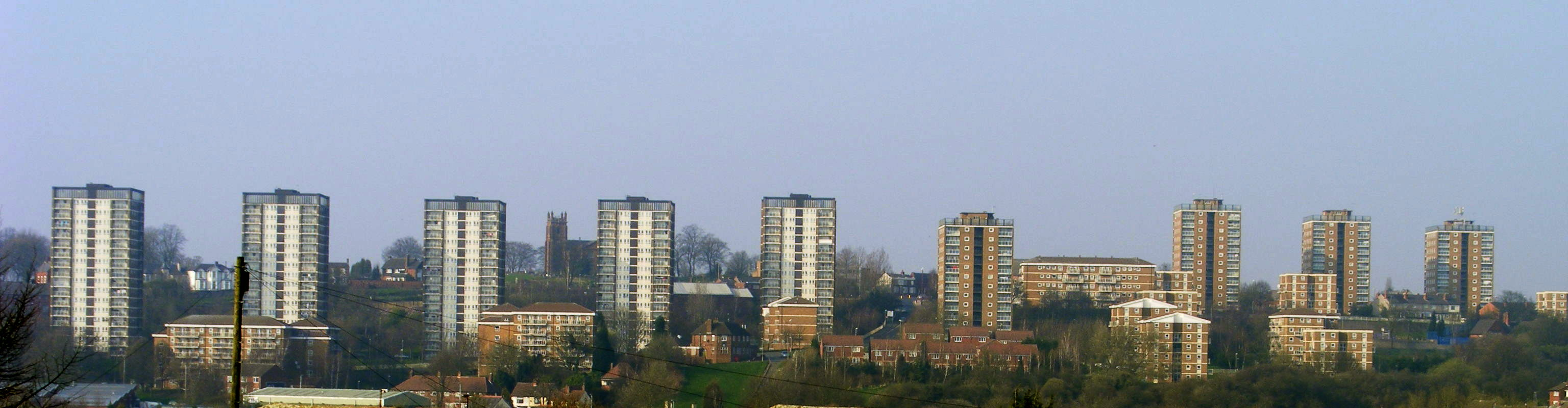
Flats
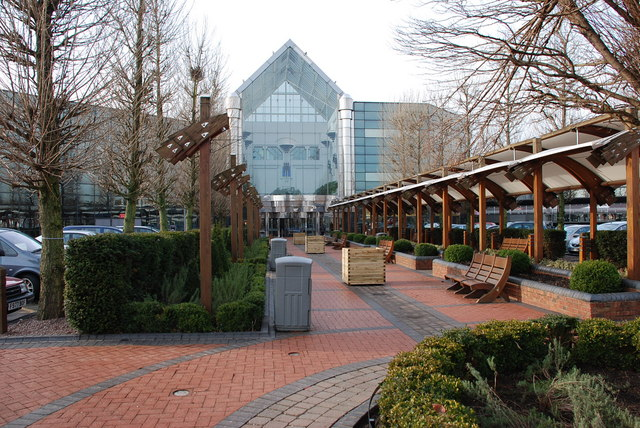
Winkelcentrum
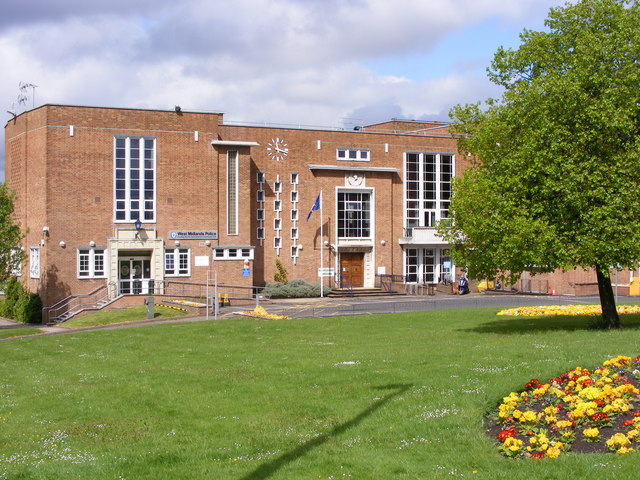
Politiebureau
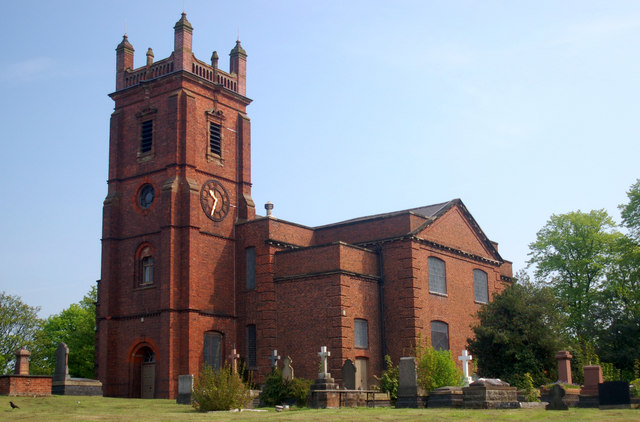
St Michael's Church